# Thirdy Ravena
Ferdinand Crisologo Ravena III, detto Thirdy (Iloilo, 17 dicembre 1996), è un cestista filippino.

## Biografia
È il figlio dell'ex cestista Bong Ravena e dell'ex pallavolista Mozzy Crisologo. Ha un fratello, Kiefer, anch'egli cestista e una sorella, Dani, che è una pallavolista.

## Carriera
Il 24 giugno 2020 firma il suo primo contratto da professionista con i San-en NeoPhoenix della B.League giapponese.
Chiude la stagione con una media di 9,1 punti, 3,6 rimbalzi e 1,6 assist in 18 partite.
Il 30 luglio 2024 firma con la squadra emiratina Dubai BC.

### Nazionale
Con le Filippine ha disputato i Campionati asiatici del 2022.